# Rue Marie-Claire-de-Catellan
La rue Marie-Claire-de-Catellan (en occitan : carrièra Maria Clara de Catellan) est une voie publique de Toulouse, chef-lieu de la région Occitanie, dans le Midi de la France. Elle relie le quartier des Minimes et le quartier de Borderouge, tous deux dans le secteur 3 - Nord.

## Situation et accès

### Description
La rue Marie-Claire-de-Catellan est une voie publique longue de 205 mètres, orientée au nord-est et d'une largeur relativement régulière d'environ 21 mètres. Elle naît de la rue de Négreneys, coupant la dernière partie de cette rue. Elle reçoit après 75 mètres la rue Pierre-Cazeneuve, à droite, et la fin de la rue de Négreneys, avant de passer sous les deux ponts qui portent les voies de la ligne de chemin de fer de Bordeaux à Sète. La rue Marie-Claire-de-Catellan se termine au rond-point Louis-Bréfeil, au carrefour de la rue Ernest-Renan et la rue Michel-Ange. Elle est prolongée au nord-est par l'avenue Maurice-Bourgès-Maunoury.
La chaussée compte une voie de circulation dans chaque sens entre la rue de Négreneys et la rue Pierre-Cazeneuve, et deux voies de circulation dans chaque sens entre la rue Pierre-Cazeneuve et le rond-point Louis-Bréfeil. Elle est longée sur toute sa longueur par une piste cyclable.

### Voies rencontrées
La rue Marie-Claire-de-Catellan rencontre les voies suivantes, dans l'ordre des numéros croissants (« g » indique que la rue se situe à gauche, « d » à droite) :
1. Rue de Négreneys
2. Rue de Négreneys (g)
3. Rue Pierre-Cazeneuve (d)
4. Rond-point Louis-Bréfeil
5. Rue Ernest-Renan (g)
6. Rue Michel-Ange (d)

### Transports
La rue Marie-Claire-de-Catellan abrite la gare de bus Toulouse-Lautrec, qui sert de terminus aux lignes de bus 275960, et où marque également l'arrêt la ligne de bus 41. Par ailleurs, la place qui sépare la rue Marie-Claire-de-Catellan de la rue de Négreneys abritera en 2028 la station de métro Lycée Toulouse-Lautrec, sur la future ligne de métro .
Il existe une station de vélos en libre-service VélôToulouse à proximité immédiate : la station no 252 (161 rue de Négreneys).

## Odonymie

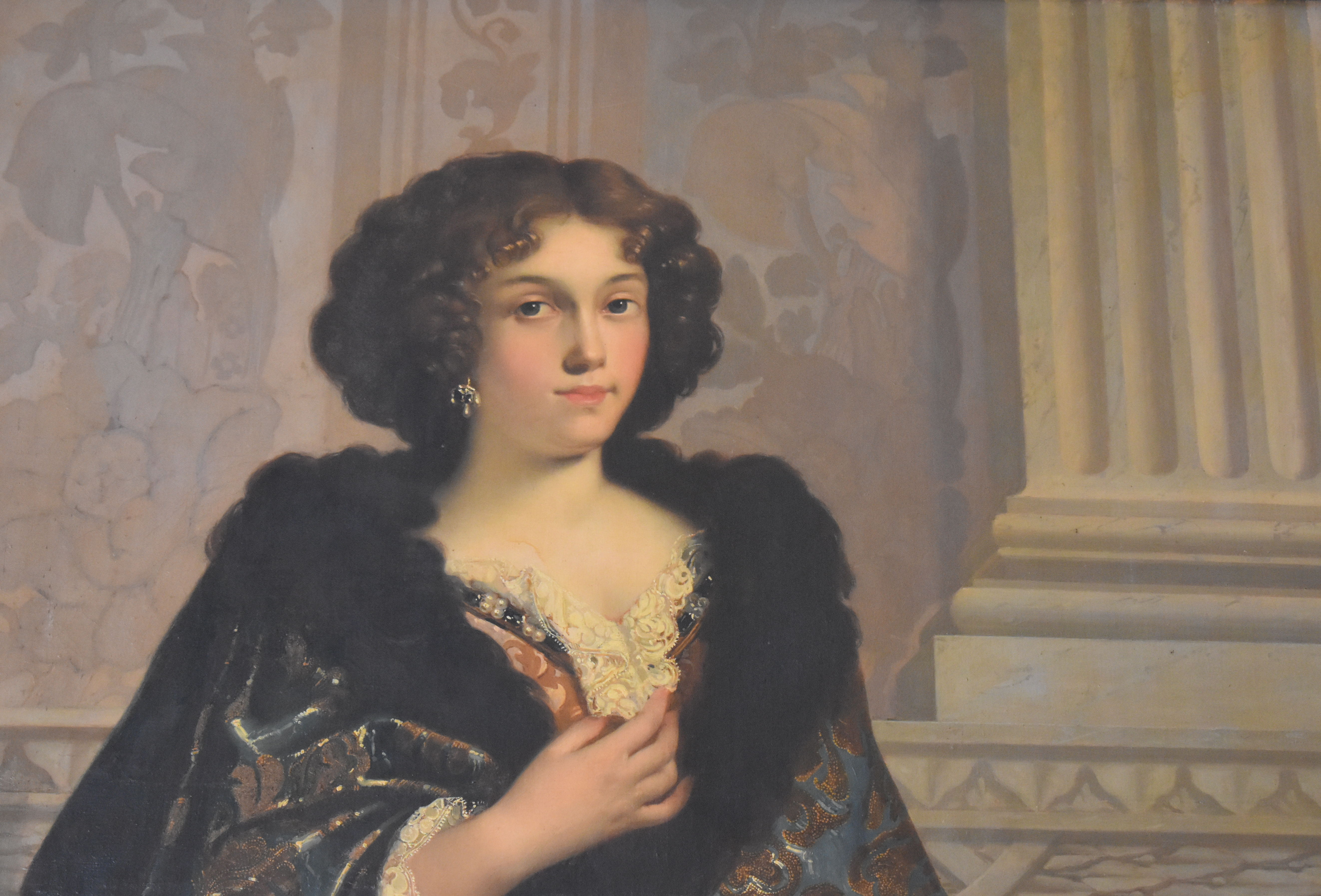
Portrait de Marie-Claire de Catellan, par Jean Jalabert (1851, musée des Beaux-Arts de Carcassonne).

La rue porte, par décision du conseil municipal du 27 juin 2003, le nom de Marie-Claire de Catellan (1662-1745). Née à Narbonne, elle appartient à la famille de Catellan, une importante famille de la noblesse de robe toulousaine aux XVIIe et XVIIIe siècles. En 1697, elle s'installe au château de Lamasquère, près de Muret, chez son parent le chevalier Jean de Catellan, secrétaire perpétuel de l'académie des Jeux floraux entre 1711 et 1733. Elle-même poétesse et femme de lettres, surnommée « la moderne Corinne », elle est couronnée quatre fois par l'académie des Jeux floraux entre 1713 et 1717, et devient la première femme maîtresse ès Jeux floraux.

## Histoire
La rue est ouverte en 2003, dans le cadre de la restructuration du pont-rail de Négreneys, qui s'est accompagnée d'un réaménagement de la voirie.